# Chu Siêu Thạch
Chu Siêu Thạch (chữ Hán: 朱超石, 382 – 418) là tướng lãnh cuối đời Đông Tấn trong lịch sử Trung Quốc.

## Thân thế
Siêu Thạch là người huyện Bái, quận Bái , được sanh ra trong một gia đình tướng soái. Cha là Dương Uy tướng quân, Tây Dương, Quảng Bình thái thú Chu Xước, thân tín của Giang Châu thứ sử Hoàn Xung. Anh trai là Hữu tướng quân Chu Linh Thạch, có công bình Thục.
Siêu Thạch tính quyết đoán, nhanh nhẹn, giỏi cưỡi ngựa đánh xe, nhưng giống như anh trai mình, ông cũng rành việc văn thư.

## Phò tá Lưu Dụ
Anh họ quyền thần Hoàn Huyền là Hoàn Khiêm được làm Vệ tướng quân, bổ Siêu Thạch làm Hành tham quân. Tiếp đó Siêu Thạch hưởng ứng Hà Vô Kỵ dấy binh chống lại nhà Hoàn Sở, được làm Tham Phụ quốc, Hữu quân quân sự cho ông ta .
Anh rể của thủ lãnh nghĩa quân Lư Tuần là Từ Đạo Phúc đánh bại Vô Kỵ, bắt được Siêu Thạch, cho ông làm Tham quân. Nghĩa quân đến Thạch Đầu, Siêu Thạch thuyết phục những người cùng thuyền, để ông chèo một chiếc thuyền con chạy về với Lưu Dụ; Lưu Dụ rất vui mừng, lấy ông làm Từ Châu chủ bộ. Cùng năm, Hoàn Khiêm thất bại và bị giết, Siêu Thạch thu lại đầu và thây của ông ta, an táng đầy đủ nghi lễ.
Sau đó, Siêu Thạch được thăng làm Xa kỵ Tham quân sự, Thượng thư đô quan lang, rồi được bổ làm Trung binh tham quân, Ninh sóc tướng quân, Bái Quận thái thú.
Khi Lưu Dụ trấn áp Lưu Nghị, sai Siêu Thạch soái bộ kỵ ra Giang Lăng, chưa đến nơi thì đài quân đã bình được Nghị. Đến lúc Lưu Dụ trấn áp Tư Mã Hưu Chi, sai Quan quân tướng quân Đàn Đạo Tế cùng Siêu Thạch đưa bộ quân ra Đại Bạc, Lỗ Tông Chi nghe tin bọn Siêu Thạch đến, tự mình soái quân chống lại, đôi bên chưa giao chiến thì đài quân đã bình được Giang Lăng. Siêu Thạch theo đại quân đến Tương Dương, được lĩnh quan Tân Dã thái thú, đuổi theo Tông Chi đến Nam Dương mới về.

## Tham gia bắc phạt
Năm Nghĩa Hi thứ 12 (416), Lưu Dụ bắc phạt Hậu Tần, Siêu Thạch được làm tiền phong tiến đến Hoàng Hà, 10 vạn bộ kỵ Bắc Ngụy của các tướng Nga Thanh, Thúc Tôn Kiến, Trưởng Tôn Đạo Sanh, A Bạc Kiền  đóng quân ở bờ bắc Hoàng Hà, luôn có mấy ngàn kỵ binh, men sông đi theo quân Tấn không rời. Khi ấy quân Tấn men theo bờ nam, kéo dài trăm trượng, nước sông chảy gấp, có ai lội sang bờ bắc đều bị quân Ngụy bắt giết. Lưu Dụ điều quân vượt sông, mới lên bờ thì quân Ngụy lui chạy; sau khi quân Tấn lui về, quân Ngụy lại từ hướng đông kéo đến.
Lưu Dụ sai Bạch trực đội chủ Đinh Ngộ soái 700 người đem theo trăm cỗ xe, ở bờ bắc Hoàng Hà, cách mép nước hơn trăm bộ, bày trận hình trăng khuyết, 2 đầu trận ôm lấy sông, mỗi xe bố trí 7 vệ binh. Bày trận xong, Đinh Ngộ sai bọn họ cắm cờ trắng. Quân Ngụy thấy mấy trăm người kéo xe lên bờ, không hiểu ra sao, đều chưa dám hành động. Lưu Dụ trước đó mệnh cho Siêu Thạch giữ nghiêm 2000 người, thấy cờ trắng đã dựng, lập tức chạy đến, đem theo 100 cây nỏ lớn, chia cho mỗi xe 20 người, đặt bành bài  trên càng xe. Quân Ngụy thấy trận doanh của đối phương đã lập, bèn đến vây doanh; Siêu Thạch đầu tiên lấy cung mềm bắt một ít về phía địch, quân Ngụy cho rằng quân Tấn vừa ít vừa yếu, nên bốn mặt cùng kéo đến. Tướng Ngụy là Trưởng Tôn Tung lại đem thêm 3 vạn bộ kỵ đến, áp sát mà đánh. Vì thế trăm cây nỏ của quân Tấn cùng phát, Siêu Thạch lại chọn những tay thiện xạ để tập trung lại mà bắn; nhưng quân Ngụy quá nhiều, nỏ không ngăn nổi. Trước khi lên đường, Siêu Thạch đem riêng cái chùy lớn cùng hơn ngàn cây sóc, bèn chặt cán sóc chỉ còn dài 3, 4 thước, dùng chùy đẩy đoạn sóc, mỗi đoạn sóc đâm xuyên qua 3, 4 lính Ngụy. Quân Ngụy không chống nổi, một lúc thì tan rã, quân Tấn trong trận chém đầu A Bạc Kiền, quân Ngụy chạy về Bán Thành.
Siêu Thạch soái bọn Hồ Phiên, Lưu Vinh Tổ đuổi theo, lại bị quân Ngụy bao vây; họ hăng hái chiến đấu cả ngày, giết kể đến hàng ngàn, quân Ngụy bèn lui chạy. Lưu Dụ sai Chấn vũ tướng quân Từ Y Chi đưa 5000 người đến thành Việt Kỵ, quân Ngụy vây Y Chi, dùng kích dài kết trận. Siêu Thạch đi cứu, chưa đến thì quân Ngụy đã bỏ chạy. Đại quân Tấn hạ được Bồ Phản, Lưu Dụ lấy Siêu Thạch làm Hà Đông thái thú, đồn thú ở đấy. Quân Ngụy thấy Siêu Thạch ít quân, quay lại đánh thành; ông thua chạy, mấy ngày thì bắt kịp đại quân.

## Bỏ mình Quan Trung
Lưu Dụ rời Quan Trung trở về miền nam, Siêu Thạch thường lệnh cho người theo đường thủy đến Bành Thành, được trừ làm Trung thư thị lang, phong tước Hưng Bình huyện ngũ đẳng hầu. Người Hạ uy hiếp Quan Trung (418), Lưu Dụ sai Siêu Thạch úy lạo vùng Hà, Lạc. Siêu Thạch theo đường thủy đến Bồ Phản, đúng lúc Chu Linh Thạch từ Trường An chạy về đến lũy Tào Công. Siêu Thạch vượt sông đón anh, cùng Linh Thạch bị quân Hạ bắt và giết chết, khi ấy được 37 tuổi.